# Rostflugsnappare
Rostflugsnappare (Muscicapa ferruginea) är en asiatisk fågel i familjen flugsnappare inom ordningen tättingar.

## Utseende och läten
Rostflugsnapparen är en liten till medelstor (12–13 cm) flugsnappare med brett huvud och kort näbb. Kroppen är rödbrun, medan huvudet är anstruket med skiffergrått. Könen är lika. Den troliga sången består av en serie mycket ljusa och silvriga toner som inleds med en kortare och vassare: "tsii-tittu-tittu". Bland lätena hörs ett likaledes kort och vasst "tsiit-tsiit".

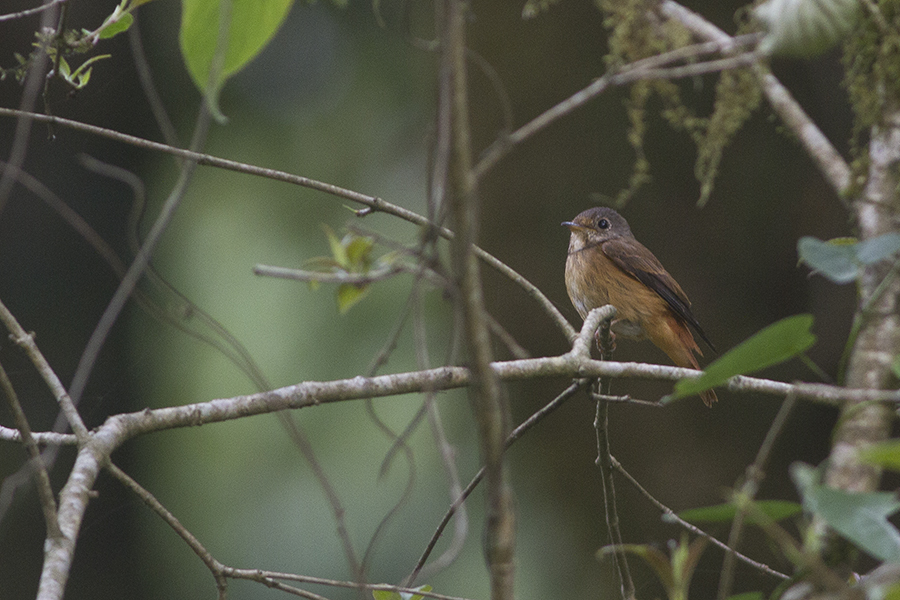
Rostflugsnappare i Sikkim, Indien.

## Utbredning
Rostflugsnapparen häckar i centrala och östra Himalaya från centrala Nepal österut till nordöstra Indien (bergsområden i Assam och Arunachal Pradesh till Mizoram), västra och norra Myanmar samt centrala och södra Kina (sydöstra Xizang österut till södra Gansu, södra Shaanxi, Sichuan och västra Yunnan. Den förekommer även i västra Tonkin i norra Vietnam samt på Taiwan. Vintertid flyttar den till Hainan, södra Sydostasien, Sumatra, västra Java, norra Borneo och Filippinerna. Populationen på Taiwan är dock stannfåglar.

## Systematik
Rostflugsnapparen är systerart till sibirisk flugsnappare. Den behandlas som monotypisk, det vill säga att den inte delas in i några underarter.

## Levnadssätt
Rostflugsnapparen hittas i fuktig lövskog, framför allt med inslag av ek, men också gran, upp till 2135 meters höjd. Där för den en anspråkslös, tillbakadragen och tyst tillvaro. Den lever av små ryggradslösa djur och dess larver. Fågeln häckar åtminstone i juni och juli. Det skålformade boet av mossa, lav och växtfibrer placeras på en mosstäckt gren, tre till 15 meter ovan mark. Däri lägger den två till tre ägg.

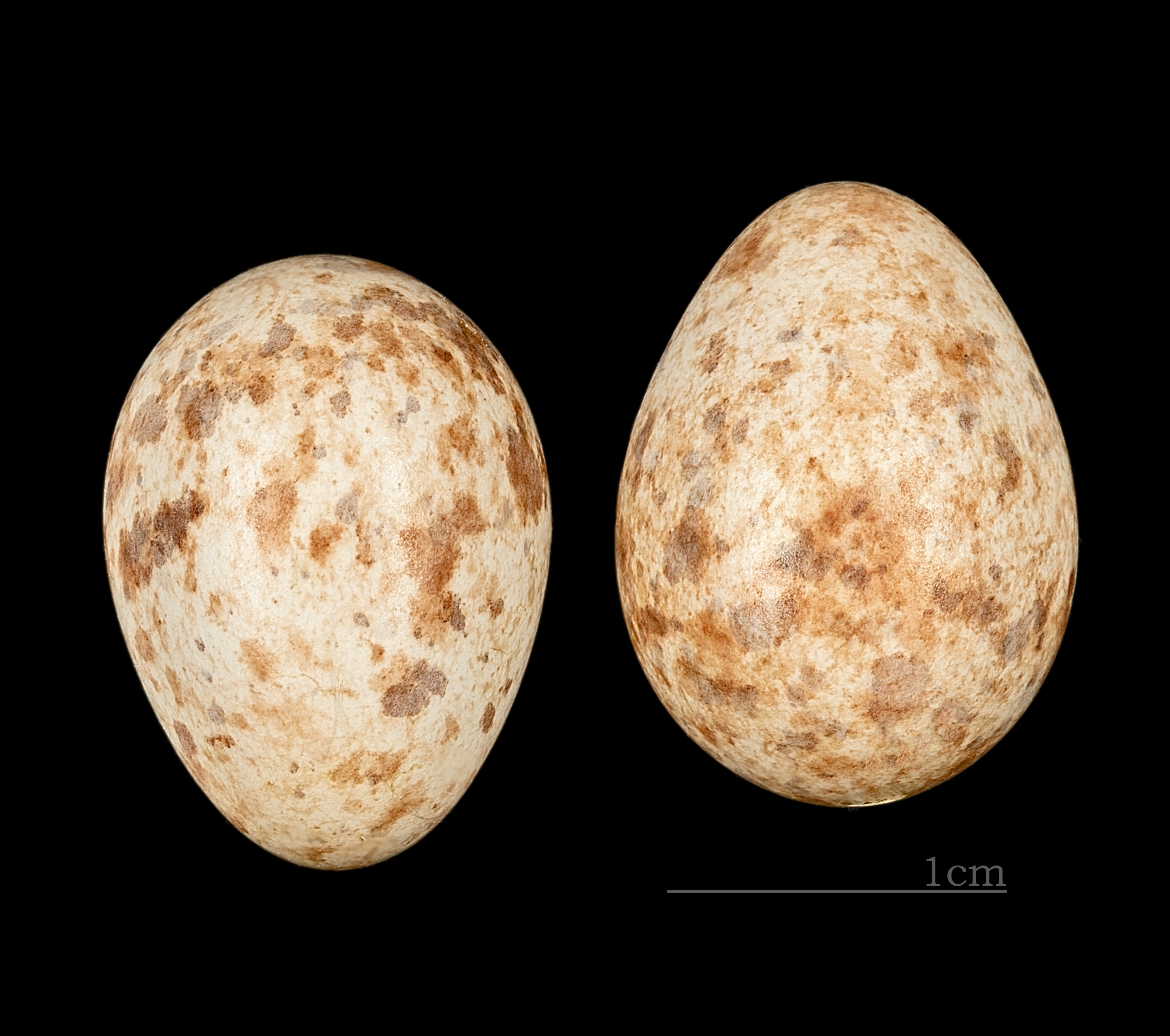
Rostflugsnapparens ägg.

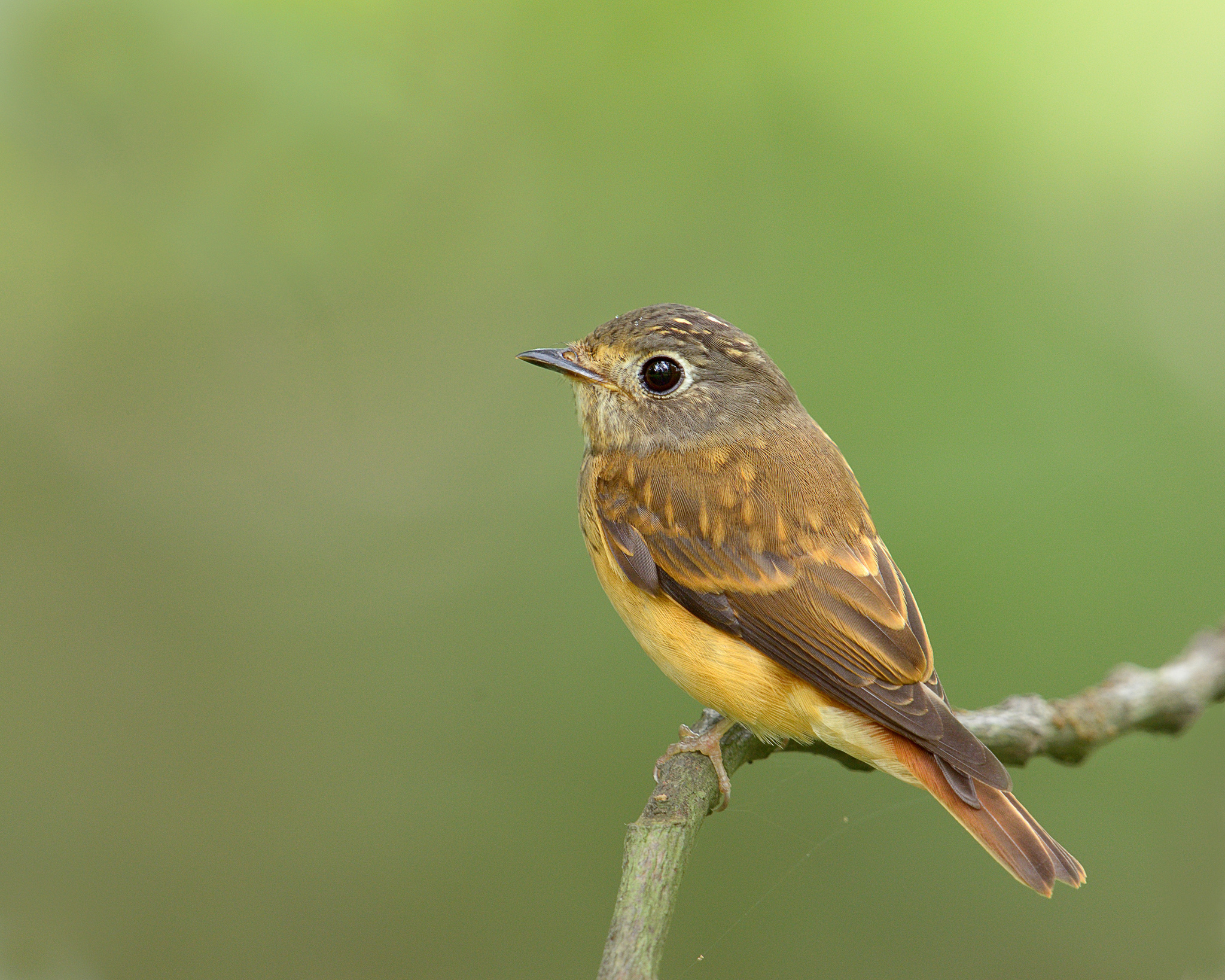
Ungfågel på väg mot adult dräkt.

## Status och hot
Arten har ett stort utbredningsområde och en stor population, men tros minska i antal på grund av habitatförstörelse, dock inte tillräckligt kraftigt för att den ska betraktas som hotad. Internationella naturvårdsunionen IUCN kategoriserar därför arten som livskraftig (LC).